# Carlinhos Patriolino
Carlinhos Patriolino (Sobral, 19 de dezembro de 1961) é um multi-instrumentista, arranjador e compositor brasileiro.
Filho do compositor Carlos Patriolino e dona Teresinha Damasceno de Albuquerque, Carlinhos começou a tocar por influência do pai, aos seis anos, quando presenteado com um violão. Aos treze anos, Carlinhos já dominava quatro instrumentos de cordas (violão, bandolim, cavaco e guitarra) destacando-se como um exímio solista. Autodidata e de talentos múltiplos, Carlinhos Patriolino é hoje um dos principais nomes da música instrumental brasileira
Sua carreira é marcada por grandes apresentações, tocou e gravou ao lado de vários cantores e instrumentistas consagrados da MPB como Emílio Santiago, Wilson Simonal, Altamiro Carrilho, Belchior, Paulinho Moska, Sivuca, Sandra de Sá, Ednardo, Fausto Nilo, Zélia Duncan, Chico César, Alcione, Amelinha, Orlando Morais e Paulo Moura, entre outros.
Cita como as principais influências musicais Pat Metheny, Jaco Pastorius, Pixinguinha, Macaúba do Bandolim, Joe Pass e Marcio Resende.
Talentoso e versátil, reconhecido pela crítica por sua musicalidade ímpar, Carlinhos Patriolino vem dedicando-se ao trabalho autoral onde passeia por gêneros e ritmos com destreza e muita personalidade, sua virtuose pode ser conferida em seus últimos trabalhos autorais: “Rabisco”, “Sambopeando” e "Vivências" , este último realizado em parceria com o pianista João Braga.
Em 2012 foi homenageado pelo II Festival Ceará Instrumental.

## Discografia
- 1998 - Carlinhos Patriolino & Tarcísio Sardinha
- 1999 - Rabisco
- 2001 - "CE | Brazuka"
- 2006 - Sambopeando (com João Braga)[6]

Participações especiais
- 1985 - LP Sandra de Sá - Sandra de Sá
- 1990 - Songbook Antônio Carlos Jobim vol. 2[7]
- 1994 - Zélia Duncan - Zélia Duncan[8]
- 1996 - Cuzcuz Clã - Chico César
- 1997 - Songbook Djavan vol. 1[9]
- 2002 - Perfil – Emílio Santiago
- 2004 - Verso e Voz  – Ao Vivo – Fausto Nilo
- 2006 - Terra da Luz - Ednardo[10]
- 2012 - Herivelto Martins 100 Anos
- 2013 - DVD  Evaldo Gouveia

Participação em trilhas de telenovelas e filmes
- 1987 - Luzia-Homem
- 1995 -  Tocaia Grande
- 2009 -  Caminho das Índias

## Prêmios e participações
- Movimento Massafeira Livre - Participação - 1979[11]
- Prêmio melhor Instrumentista de Cordas (Instrumento Acústico) do Prêmio Nelsons da Música Cearense de 2000
- Prêmio Nelsons da Música Cearense de 2000, melhor músico nas categorias Compositor de Música Instrumental  - 2001[12]
- Vencedor do troféu Cata-Vento na categoria melhor CD Instrumental com o CD “Sambopeando” pela Rádio Cultura de São Paulo - 2007[13]
- Turnê na Europa - 2007
- Festival Raval All Stars - Barcelona - 2008
- Convidado pela Orquestra Sinfônica da Universidade Estadual do Ceará – UECE para solar Suíte Retratos do compositor Radamés Gnattali - 2012[14]
- Festival Choro Jazz Jericoacoara - 2012[15]
- Abertura do Festival Música na Ibiapaba - 2012 [16]